# Stacey Kent
Stacey Kent (South Orange, Nueva Jersey; 27 de marzo de 1968) es una cantante angloestadounidense de jazz, nominada a un Grammy.

## Biografía
Kent estuvo matriculada en la Newark Academy de Livingston, en Nueva Jersey. Se graduó por el Sarah Lawrence College de Nueva York, y se trasladó a Inglaterra tras su graduación. Mientras estudiaba en la Guildhall School of Music and Drama de Londres, conoció al saxo tenor Jim Tomlinson, con quien se casó el 9 de agosto de 1991.
A comienzos de los noventa, empezó su carrera profesional cantando regularmente en el londinense Café Boheme del Soho. 
El 31 de marzo de 2009 recibió, de manos de la ministra de cultura francesa Christine Albanel, la Orden de las Artes y las Letras, una condecoración del Gobierno francés, como reconocimiento a su contribución a las artes.
Algunos álbumes destacados de su carrera son: Breakfast On the Morning Tram (Blue Note/EMI 2007), que fue nominado al Grammy, Raconte-Moi (EMI/Blue Note 2010), su primer álbum en vivo, grabado en París y totalmente en francés, Dreamer in Concert (EMI/Blue Note 2011). 
Su álbum The Changing Lights (Warner 2013), es una colección de temas inspirados en la música brasileña y colaboró en él Roberto Menescal. Stacey Kent y Roberto Menescal se profesan una admiración recíproca desde hace tiempo. La vocalista estadounidense y el veterano guitarrista, uno de los pioneros de la bossa nova, se conocieron personalmente en 2011 durante un concierto celebrado en Río de Janeiro, gracias al cantante y compositor Marcos Valle. Ese encuentro dio lugar a la primera colaboración entre ambos, en Changing lights (2013), el álbum de Kent que incluyó el clásico de Menescal O barquinho y el tema A tarde, ambos con la participación del guitarrista. 
En 2014, Kent fue invitada por el compositor brasileño, Marcos Valle, para grabar y hacer una gira en celebración de los 50 años de carrera de Marcos. Juntos grabaron un álbum en vivo en Río, llamado Ao Vivo, y un DVD en vivo en el club Birdland, en New York y en el Blue Note de Tokio. 
El álbum Tenderly, publicado en noviembre de 2015 reúne una colección íntima de standars. Este disco, ejecutado otra vez junto al compositor y guitarrista Roberto Menescal, se parece a The Boy Next Door, el álbum que publicó en 2003 y que supuso su consagración. Desde entonces, Kent ha ampliado su repertorio incluyendo temas escritos especialmente para ella por el novelista Kazuo Ishiguro y por Jim Tomlinson.
En 2017, Kent grabó su siguiente álbum para Sony, I Know I Dream: The Orchestral Sessions, su primer álbum con una gran orquesta, que comprende 58 músicos, arreglos de Tommy Laurence, y que contiene música del Great American Songbook, canciones francesas, canciones de Edu Lobo y Antonio Carlos Jobim de Brasil, y canciones originales de Jim Tomlinson con Ishiguro, Ladeira y también con su más reciente socio compositor, Cliff Goldmacher, de Nashville. Tomlinson / Goldmacher proporcionan la canción del título del álbum.
Kent apareció también en la versión cinematográfica de 1995 de Richard III, cantando una versión de jazz del poema de Christopher Marlowe, The Passionate Shepherd to His Love.
Jean-Claude Ellena, el perfumista francés, que ha sido el perfumista exclusivo de Hermès desde 2004, cita a Stacey Kent como una de sus inspiraciones. En un extracto del libro, La Seducción, de Elaine Sciolino, esta dice: «Se dice que Ellena es el perfumista más elocuente del mundo, capaz de traducir los aromas que crea en poesía [...] Es este talento el que lo distingue y profesa inspirarse en figuras literarias como Beaudelaire, compositores como Debussy, pintores como Cezanne y cantantes de jazz como Stacey Kent. Da vueltas a sus impresiones en creaciones que desencadenan recuerdos y fantasías».
Para el nobel Kazuo Ishiguro, «la voz de Stacey no nos permite olvidar que los temas son acerca de la gente. Sus protagonistas adquieren tal vida propia con su voz, que a veces debemos recordarnos a nosotros mismos que el CD no tiene imágenes. De hecho, ella tiene mucho en común con algunos de los actores de la gran pantalla, ya que consigue retratar los complejos tonos y sombras de una personalidad, sus motivos y sentimientos, a través de su rostro y su postura». O, tal y como afirmó el crítico Stephen Holden en The New York Times, «la señora Kent personifica la esencia de la saudade tan persuasivamente como cualquier ídolo brasileño. Cuando inclina su cabeza hacia atrás y canta suavemente, tienes la sensación de que es una mujer que vive el momento y sueña con fuerza y en voz alta».

## Discografía

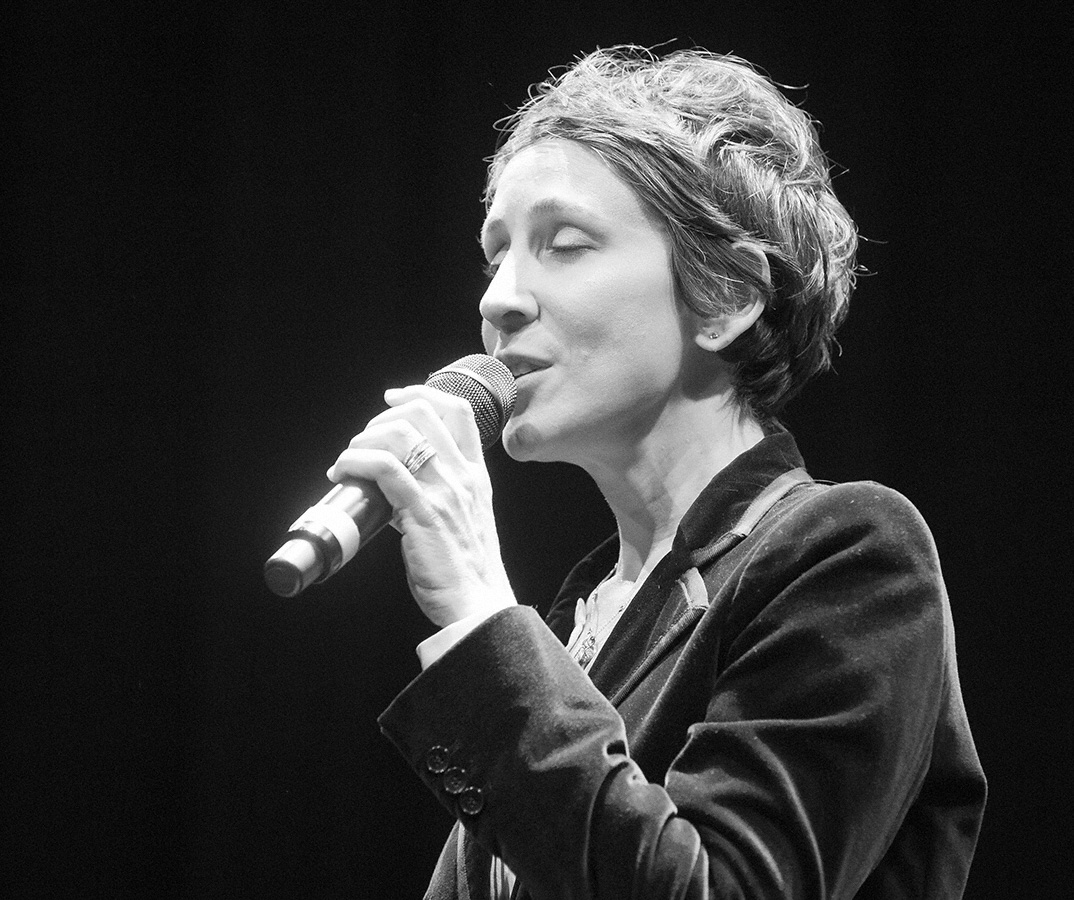
Stacey Kent (2016)

### Principal
- Close Your Eyes (1997)
- The Tender Trap (1998)
- Only Trust Your Heart (1999)
- Let Yourself Go: Celebrating Fred Astaire (2000)
- Dreamsville (2001)
- Brazilian Sketches (2001)
- In Love Again: The Music of Richard Rodgers (2002)
- The Boy Next Door (2003)
- The Christmas Song (single, 2003)
- SK Collection (2001)
- SK Collection II (2003)
- SK Collection III (2006)
- The Lyric (2006)
- Breakfast On The Morning Tram (2007)
- Raconte-Moi (2010)
- Hushabye Mountain (2011)
- The Changing Lights (2013)
- Tenderly (2015, Okeh/Sony Records)
- I Know I Dream (2017, Okeh/Sony Records)
- Songs From Other Places (2021, Candid Records)

### Con Jim Tomlinson
- Only Trust Your Heart (1999)
- Brazilian Sketches (2001)
- The Lyric (2006; reeditado por Blue Note/EMI, 2011)

### Otros álbumes
- The Christmas Song (2003, single)
- SK Collection (2001, compilación)
- SK Collection II (2003, compilación)
- SK Collection III (2006, compilación)
- Hushabye Mountain (2011, compilación)
- Ao Vivo (2013, Sony/BMG Brazil, con Marcos Valle)
- Candid Moments (2013, compilación)
- Chet Lives! (2013, con Joe Barbieri)
- Brazil (2014, Erato, con el Cuarteto Ébène y Bernard Lavilliers)

## Galería

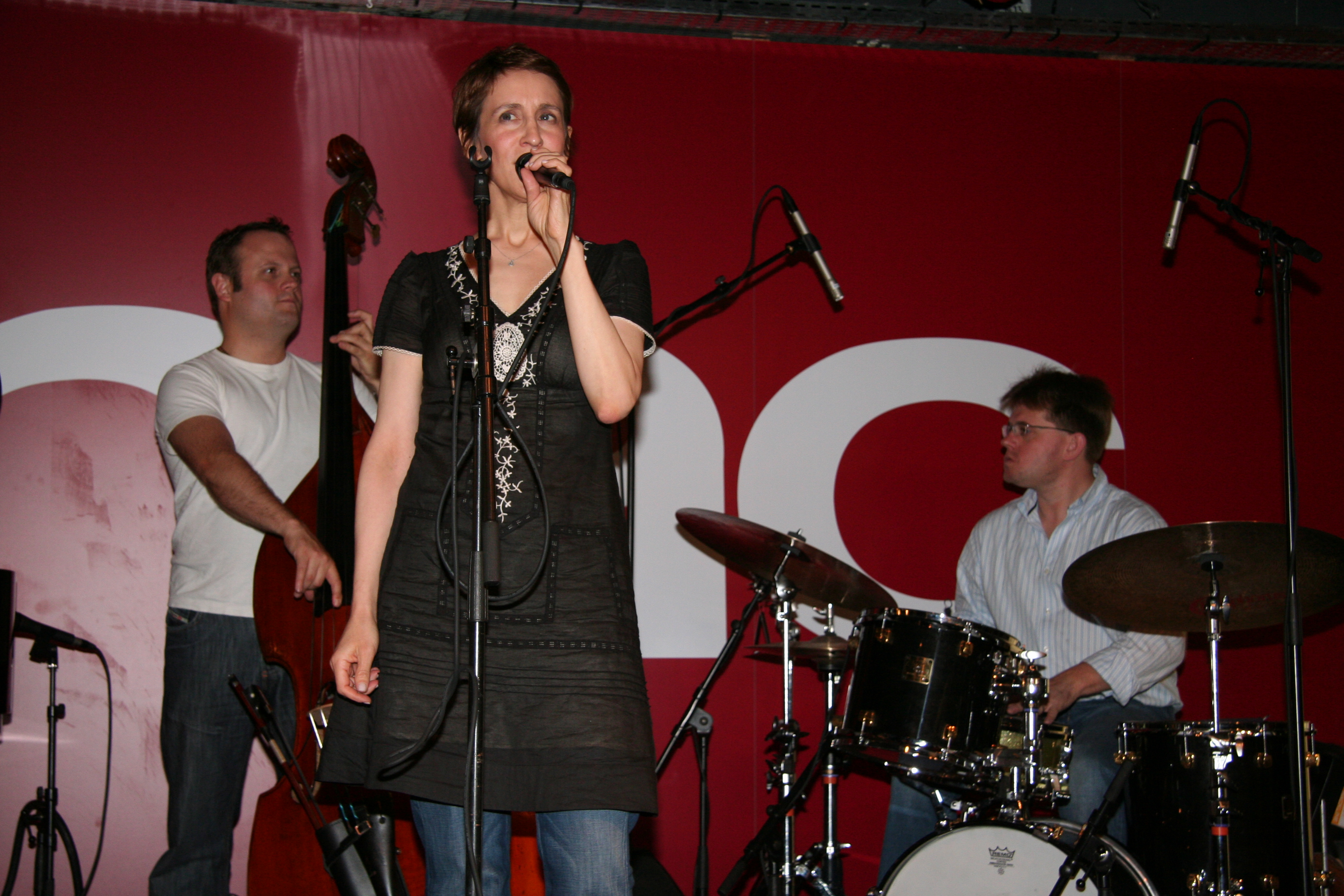
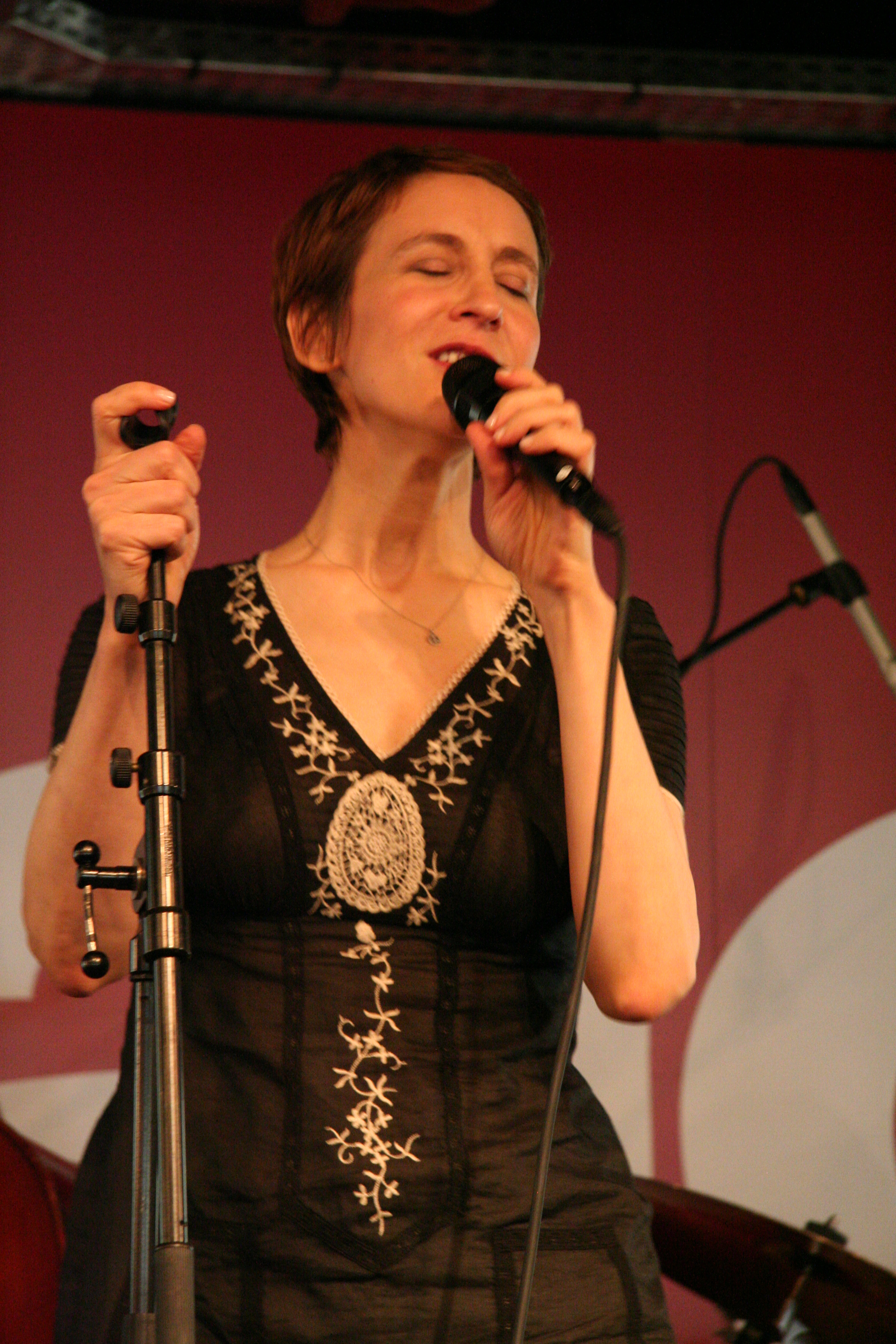
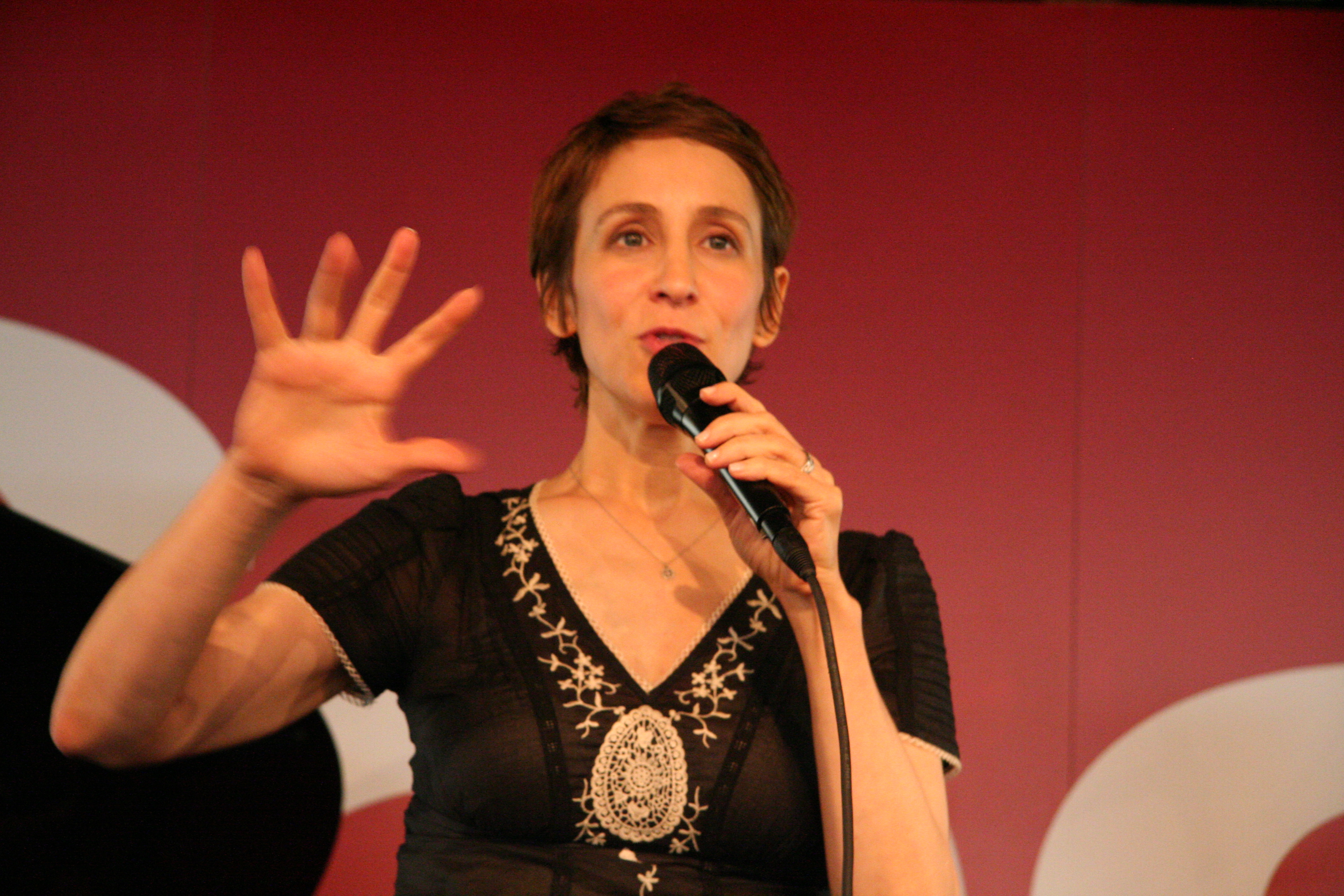
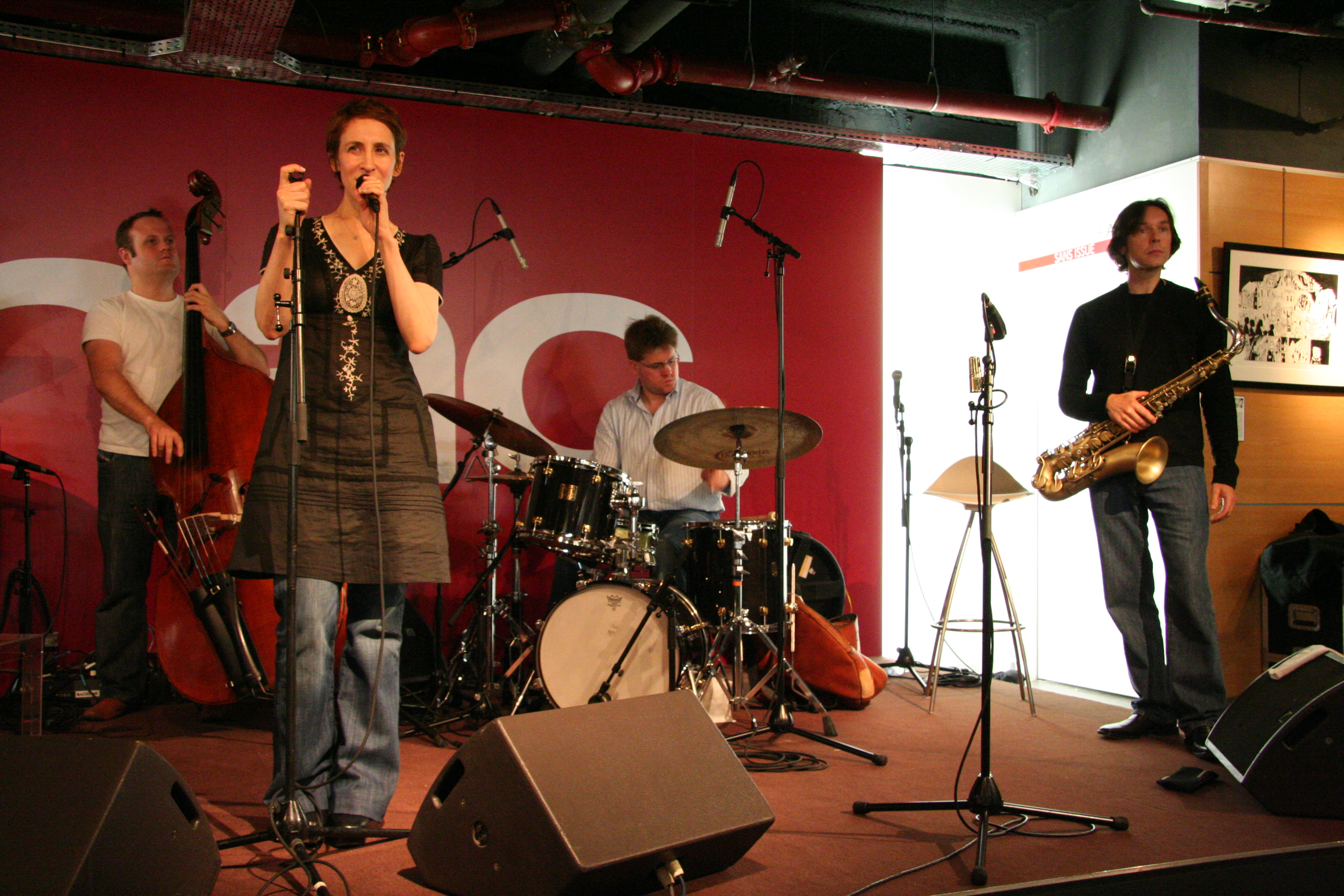
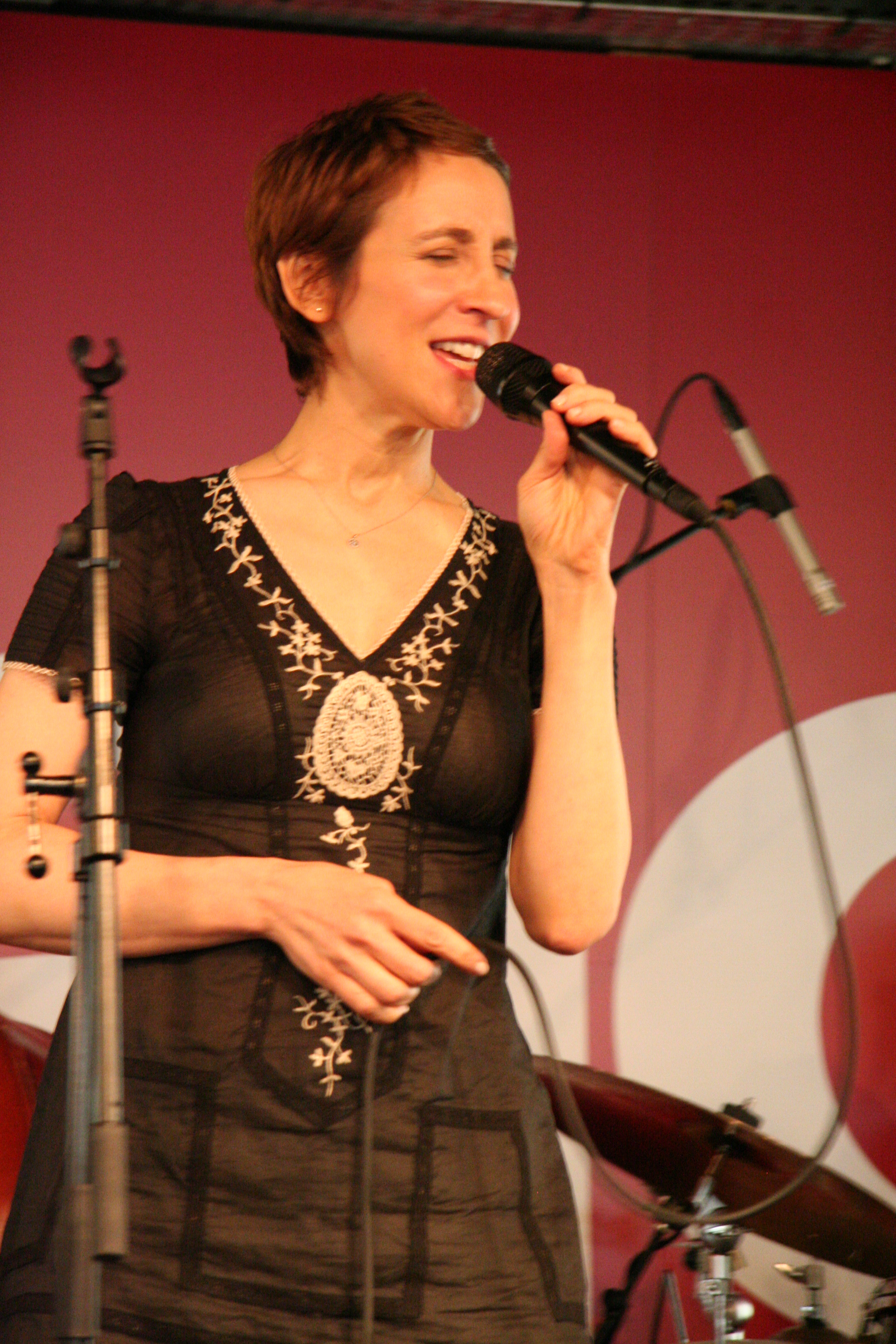
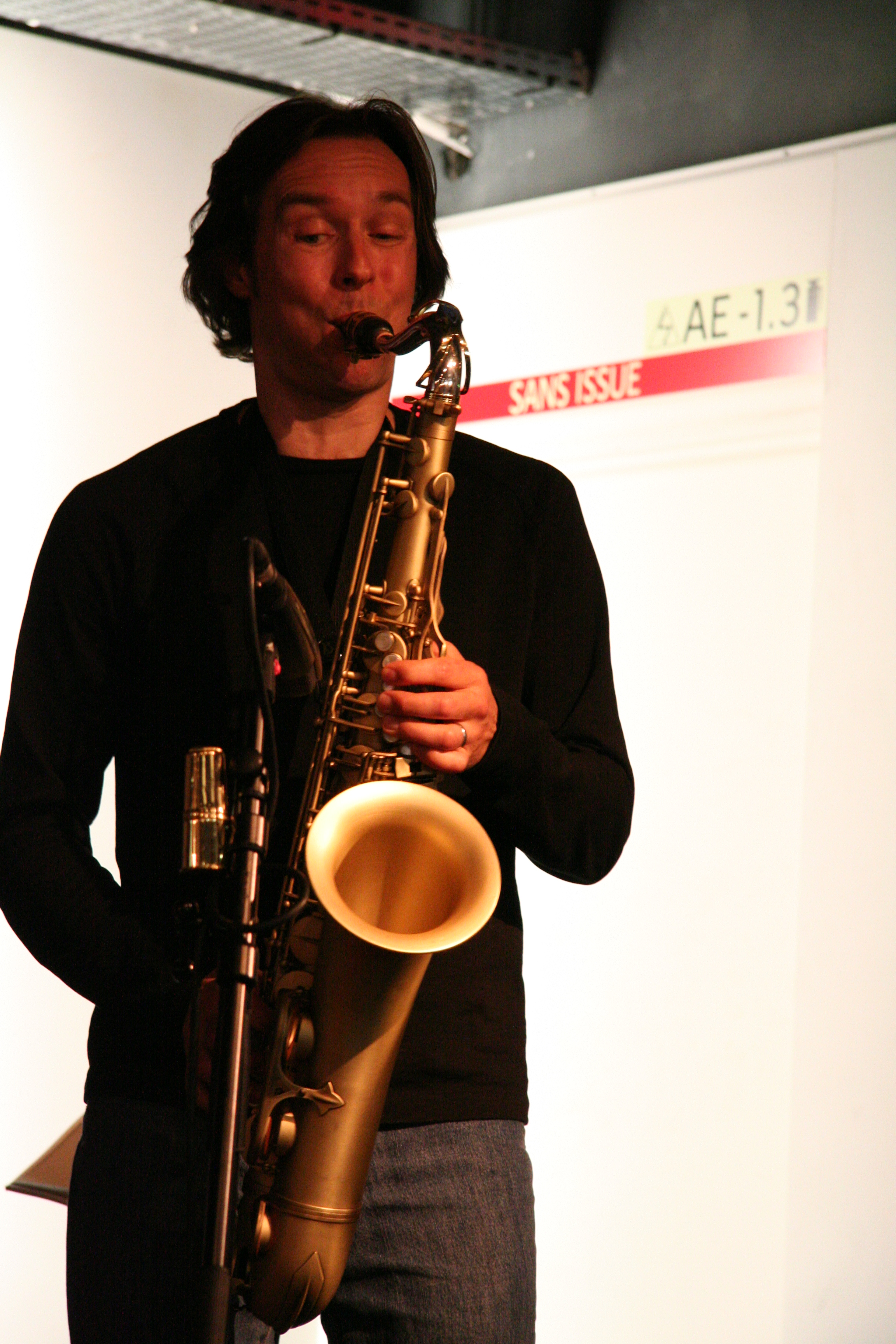
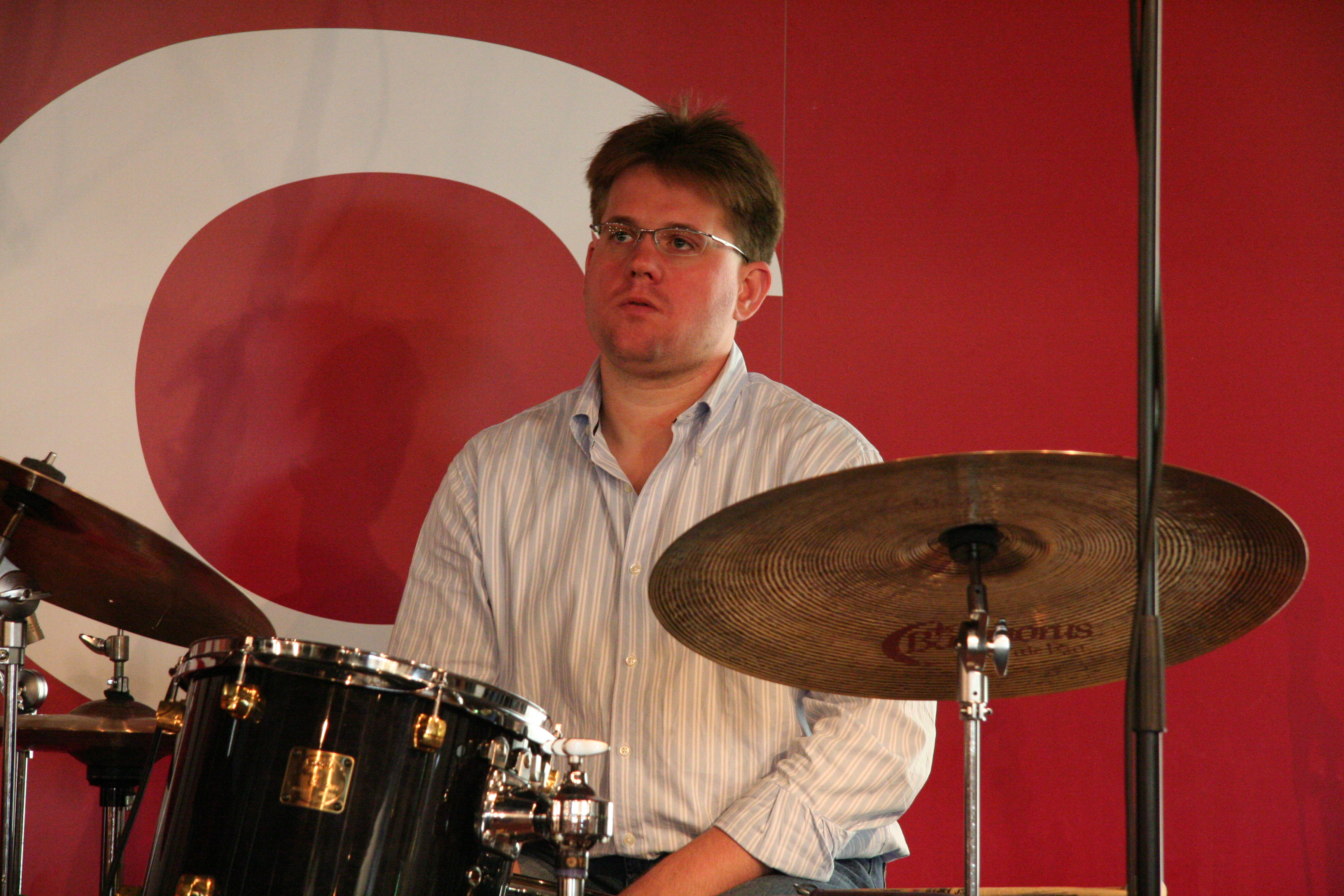
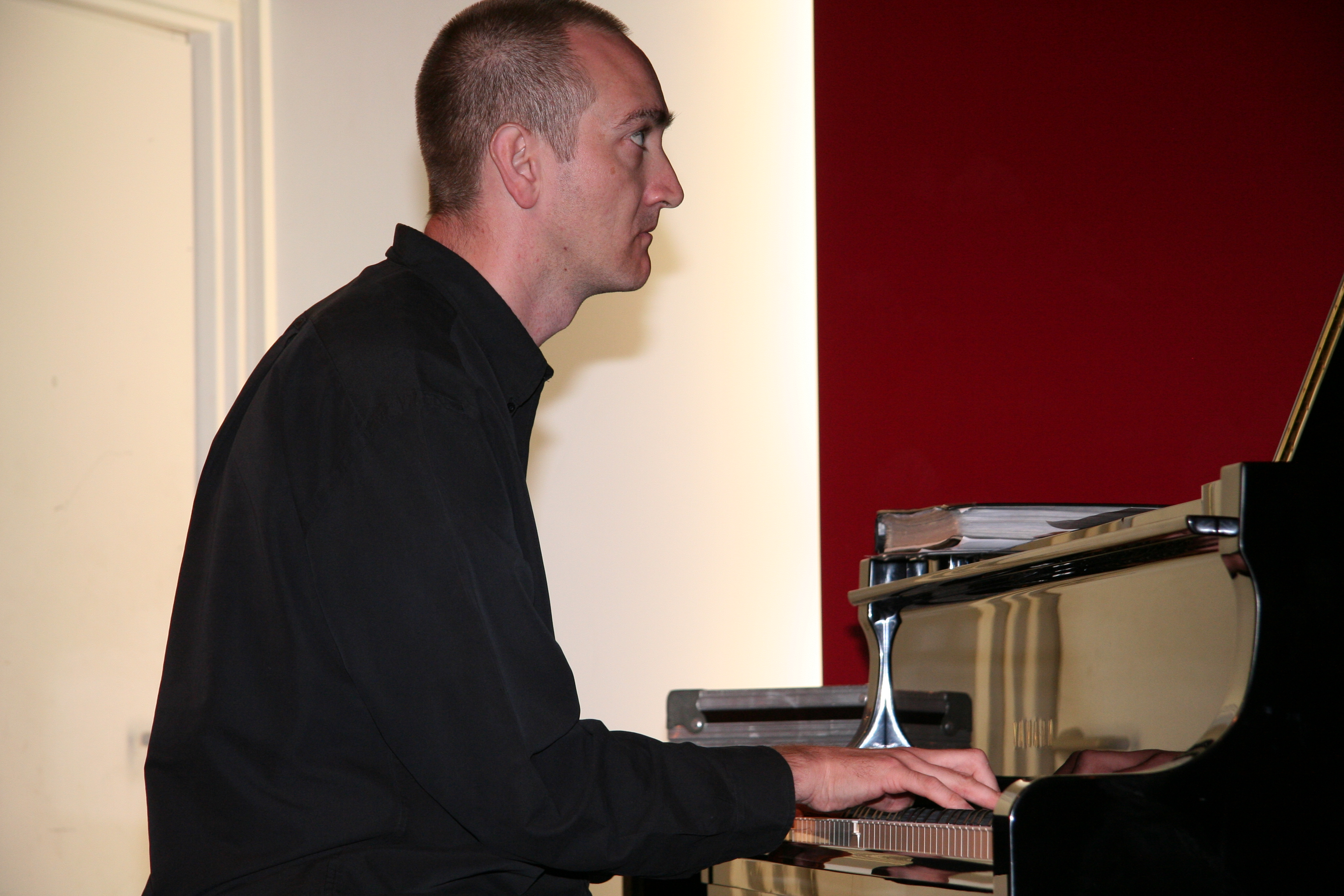